# Лукас Естевес
Лукас Естевес Соуза (порт. Lucas Esteves Souza, нар. 24 червня 2000, Сан-Паулу) — бразильський футболіст, захисник клубу «Палмейрас».

## Біографія
Вихованець клубу «Палмейрас». 21 березня 2019 року в поєдинку Ліги Пауліста проти «Понте-Прети» Лукас дебютував за основний склад. Лукас Естевес дуже яскраво проявляв себе в молодіжній команді «зелених», проте на його позиції виступали як мінімум троє більш досвідчених футболістів. Після того, як Вітор Луїс був відданий в оренду в «Ботафого», а Діого Барбоза був проданий в «Греміо», Естевес став безпосереднім дублером уругвайця Матіаса Віньї.
11 жовтня 2020 року в матчі проти «Сан-Паулу» Лукас дебютував в бразильській Серії A. 25 листопада в поєдинку 1/8 фіналу Кубка Лібертадорес 2020 проти еквадорського «Дельфіна» Естевес дебютував в головному міжнародному клубному турнірі Південної Америки .
У 2020 році Лукас допоміг клубу виграти чемпіонат штату Сан-Паулу. Крім того, «Палмейрас» вийшов у фінал Кубка Лібертадорес та виграв турнір, завдяки чому Лукас Естевес також став володарем Кубка Лібертадорес, хоча після гри з «Дельфіном» в цьому турнірі більше не грав.

## Титули та досягнення
- Чемпіон штату Сан-Паулу (1): 2020
- Володар Кубка Лібертадорес (1): 2020
- Володар Кубка Бразилії (1): 2020